# Зуділовська сільська рада
Зуді́ловська сільська рада (рос. Зудиловский сельский совет) — сільське поселення у складі Первомайського району Алтайського краю Росії.
Адміністративний центр — село Зуділово.

## Населення
Населення — 5452 особи (2019; 4507 в 2010, 3634 у 2002).

## Склад
До складу сільської ради входять:
| Населений пункт | Населення, осіб (2002) | Населення, осіб (2010) |
| --------------- | ---------------------- | ---------------------- |
| Зуділово, село  | 3169                   | 4025                   |
| Ільїча, селище  | 465                    | 482                    |